# 左炔诺孕酮
左炔諾孕酮（INN:levonorgestrel）是一種激素藥物，廣泛應用於多種避孕方式中。它常與雌激素結合製成複方口服避孕藥。市售作為緊急避孕用途的品牌有Plan B One-Step和Julie等，這種緊急避孕藥在未作防護性行為發生後的72小時內使用通常仍然能發揮作用。但距離性行為發生的時間越長，藥物的效力會隨之降低。左炔諾孕酮的作用是透過阻止或延遲排卵。當排卵已經發生時，供緊急避孕用的劑量便會失效，且經證實對受精卵的著床不生影響。左炔諾孕酮能將懷孕的機率降低57%至93%。當它作為宮內節育器（IUD）中的成分，例如品牌名稱為Mirena等產品，它能有效的提供長期避孕作用。在某些國家，也提供有可釋放左炔諾孕酮的植入裝置。
使用左炔諾孕酮常見的副作用有噁心、乳房脹痛、頭痛，以及月經量增加、減少或不規律的情況。當將此藥物作為緊急避孕藥使用時，如果懷孕真的發生，並無證據顯示使用會對胎兒造成傷害。個體於母乳哺育期間使用，對於嬰兒屬於安全。即使使用含有左炔諾孕酮的避孕藥進行避孕，仍需採取額外的預防措施（例如全程正確使用保險套）來避免感染性傳染病。左炔諾孕酮是一種黃體素，與孕酮的作用相似。它主要透過阻止排卵和閉合子宮頸來防止精子通過。
左炔諾孕酮於1960年取得專利，並於1970年與炔雌醇一同引入醫藥用途。它已列入世界衛生組織基本藥物標準清單之中。市面上有其通用名藥物（學名藥）販售。在美國，所有年齡層皆能無需處方即可購得含有左炔諾孕酮的緊急避孕藥（非處方藥）。此藥物於2020年是美國處方量排名第323的藥物，開立的處方箋數量超過80萬張。

## 醫療用途

### 避孕
低劑量左炔諾孕酮用於複方口服避孕藥中的單相（所有活性藥丸中，雌激素和黃體素的劑量都是固定且相同的）和三相（激素的劑量會分成三個階段進行變化）配方中，可用的單相劑量範圍為100至250微克，三相劑量則為50微克、75微克和125微克。左炔諾孕酮與雌激素炔雌醇在這些配方中結合使用。
某些單方黃體素避孕藥的配方中也提供每日極低劑量（30微克）的左炔諾孕酮。
左炔諾孕酮是多種宮內節育器（包括品牌名稱為Mirena和Skyla）中的活性成分。它也是避孕植入裝置，品牌名稱為Norplant和Jadelle中的活性成分。
一種較常見的避孕方式是僅含左炔諾孕酮的宮內節育器（IUD），Mirena就是其中之一。它是一個小的空心圓柱體，由左炔諾孕酮和聚二甲基矽氧烷組成，後者的作用是1. 儲存左炔諾孕酮，及2. 作為控制左炔諾孕酮釋放的薄膜。

### 緊急避孕藥
用作緊急避孕藥的左炔諾孕酮，包括與雌激素組合而成的亞茲佩避孕法，以及僅單獨使用左炔諾孕酮的方法。單獨使用左炔諾孕酮的方法是在無防護性行為後三天內服用1.5毫克左炔諾孕酮（可單次服用，或平均分兩次，間隔12小時）。一項研究指出，即使在性交後最晚120小時（5天）開始服用也可能有效。
世界衛生組織（WHO）於2017年1月發表的一含四項隨機臨床試驗分析顯示，身體質量指數（BMI）低於25的女性懷孕率為1.25%（5,428人中有68人），BMI介於25至30之間的女性為0.61%（1,140人中有7人），而BMI超過30的女性則為2.03%（295人中有6人）。這些數值表明將含左炔諾孕酮成分做緊急避孕藥用途時，對BMI超過30的女性的藥效比對BMI低於25的女性降低八倍。但無論BMI為如何，左炔諾孕酮仍能發揮緊急避孕的效果。

### 激素療法
左炔諾孕酮與雌激素結合後，供更年期女性（包含更年期過渡期（perimenopause）和停經後（postmenopause））作為激素替代療法使用。品牌名稱為Klimonorm的是與戊酸雌二醇結合的口服藥片，品牌名稱為Climara Pro的是與雌二醇結合的經皮貼片。

### 市售製劑
左炔諾孕酮在無防護性行為後使用，作為一種緊急避孕方式，以降低懷孕風險。然而以不同的給藥途徑可實現不同的目的。市面上有幾種製劑形式可供使用：

#### 口服
口服的典型劑量為單次服用1.5毫克，或分兩次服用，每次0.75毫克，時間間隔為12至24小時。

#### 經皮貼片
含有雌二醇和左炔諾孕酮的經皮貼片，以品牌名稱Climara Pro，供圍更年期及停經後婦女作激素替代療法用途，治療潮熱或骨質疏鬆等症狀。貼片中之所以含有黃體素（即左炔諾孕酮），是為保護子宮內膜，避免其受到雌激素單獨作用的潛在風險。。

#### 宮內節育器
左炔諾孕酮子宮內投藥系統（LNG-IUS）是一種長期避孕方式，它將黃體素釋放到子宮腔內。這種投藥系統有效期間甚至可長達5年。

#### 植入裝置
含左炔諾孕酮的皮下植入避孕裝置已以Norplant和Jadelle等品牌名稱上市，在某些國家提供使用。

## 禁忌症
已知或懷疑已懷孕時，禁用左炔諾孕酮作為緊急避孕藥。

## 副作用
在臨床試驗中，個體在服用1.5毫克左炔諾孕酮後非常常見的副作用（報告率達10%或以上）有：蕁麻疹、頭暈、脫髮、頭痛、噁心、腹痛、子宮疼痛、月經延遲、月經量大、子宮出血和疲勞。常見的副作用（報告率介於1%至10%）有腹瀉、嘔吐和經痛。這些副作用通常在48小時內消失。然而單獨使用左炔諾孕酮引起的長期副作用，如動脈疾病的風險較使用複方口服避孕藥的為低。
有研究指出使用左炔諾孕酮宮內節育器，罹患乳癌的風險，可能比未使用者稍高一些。

## 藥物過量
目前尚未有使用左炔諾孕酮作為緊急避孕藥，過量使用的記載。如果發生的話，可能會出現噁心和嘔吐的症狀。

## 交互作用
如果與會誘導CYP3A4（細胞色素P450 3A4酶）的藥物同時服用，左炔諾孕酮可能會被更快代謝，而降低其藥效。這些藥物包括，但不限於巴比妥類藥物、波生坦、卡馬西平、非爾巴美、灰黃黴素、奧卡西平、苯妥英、利福平、貫葉連翹和托吡酯。

## 藥理學

### 藥效學
左炔諾孕酮是一種具有微弱雄激素活性的黃體素。它沒其他重要的激素活性，包括不具雌激素、糖皮質激素或鹽皮質激素受體拮抗作用。雖然左炔諾孕酮對鹽皮質激素受體的親和力相對較高，甚至達到醛固酮的75%，但它卻缺乏顯著的鹽皮質激素或抗鹽皮質素活性。

#### 黃體素活性
左炔諾孕酮是一種黃體素，也就是說，它是黃體素受體（PR）的激動劑，而黃體素受體是黃體素性激素的主要生物作用靶點。[它的作用效果與孕酮相似。

#### 抗促性腺激素作用
由於左炔諾孕酮具有黃體素活性，有抗促性腺激素作用，能夠抑制腦下垂體分泌促性腺激素，即黃體成長激素和濾泡刺激素。這反過來會導致性腺活動受到抑制，包括降低女性和男性的生育能力以及生殖腺性激素的產生。

#### 雄激素活性
左炔諾孕酮是雄激素受體（AR）的弱效激動劑，而雄激素受體是雄激素睾酮的主要生物作用靶點。它是一種弱雄激素黃體素，在女性身上可能引起雄激素相關的生化變化及副作用，例如性激素結合球蛋白（SHBG）水平降低、高密度脂蛋白（HDL）膽固醇水平降低、體重增加和痤瘡。

#### 其他活性
左炔諾孕酮在體外會刺激MCF-7乳癌細胞增生，這種作用不依賴於經典的黃體素受體（PR），而是透過黃體素受體膜成分-1（PGRMC1）介導。[某些其他黃體素在此試驗中表現相似，而黃體酮則表現中性。目前尚不清楚這些發現是否能解釋臨床研究中觀察到黃體酮和黃體素在乳癌風險上的差異。

### 藥物動力學
左炔諾孕酮的生物利用度約為95%（範圍介於85%至100%）。左炔諾孕酮的血漿蛋白結合率約為98%。其中50%與白蛋白結合，48%與性激素結合球蛋白（SHBG）結合。左炔諾孕酮在肝臟中代謝，途徑包括氧化還原反應、羥基化和生物結合（特別是葡萄糖醛酸化和硫酸化）。氧化主要發生在C2α和C16β位置，而還原則發生在A環。5α-還原酶會將左炔諾孕酮代謝產生5α-雙氫左炔諾孕酮，這是一種活性代謝物。左炔諾孕酮的生物半衰期為24至32小時，但也有報告指出短至8小時、長至45小時的數值。單次口服劑量的左炔諾孕酮約有20%至67%經尿液排出，21%至34%經糞便排出。

## 歷史
左炔諾孕酮的歷史始於1963年，惠氏公司透過化學合成而發現炔諾孕酮，這是首個完全化學合成的黃體素。炔諾孕酮於1966年在德國以品牌名Eugynon上市，作為與炔雌醇結合的避孕藥。隨後，惠氏公司授權給德國先靈，先靈將炔諾孕酮分離出其活性成分左炔諾孕酮。
左炔諾孕酮於1970年8月在德國首次以Neogynon品牌上市，作為複方口服避孕藥。到1973年，低劑量的Microgynon問世，普及度更高。此外，左炔諾孕酮也以單方黃體素避孕藥的形式推出，如1972年的Microlut。多種含左炔諾孕酮的避孕藥配方和品牌此後陸續上市。
左炔諾孕酮作為單一高劑量緊急避孕藥的評估始於1973年。1974年，結合炔雌醇與炔諾孕酮的亞茲佩避孕法問世，並廣受關注。到1978年，單獨使用左炔諾孕酮的緊急避孕藥Postinor上市。於1993年發表的研究報告指出，單獨使用左炔諾孕酮的方案與亞茲佩避孕法效果相似，但使用者的耐受性更佳。單獨左炔諾孕酮製劑因而逐漸取代亞茲佩避孕法。
美國於1999年核准Plan B品牌的左炔諾孕酮緊急避孕藥，全球各地也以Levonelle、NorLevo等品牌廣泛銷售。
美國食品藥物管理局（FDA）於2013年更核准品牌名稱為Plan B One-Step的非處方藥，任何人無需處方和受年齡限制即可購得。
左炔諾孕酮也被開發用於多種避孕和激素療法。它以Mirena和Skyla等品牌作為宮內節育器內成分，以Norplant和Jadelle作為避孕植入裝置內成分上市。此外，它還與雌二醇結合，以Klimonorm口服錠和Climara Pro經皮貼片等品牌，用於更年期激素療法。雖然左炔諾孕酮的酯類前體藥物（如醋酸左炔諾孕酮）曾被研究用於長效避孕，但尚未上市。

## 社會與文化

### 通用名稱
此藥物的通用名稱在國際非專有藥名（INN）、美國採用名稱（USAN）、美國藥典（USP）、英國藥典名稱（BAN）、義大利藥品名稱（DCIT）及和日本藥典名稱（JAN）中均為Levonorgestrel，而在法國藥品名稱（DCF）中則列為leuproréline。它也以d-norgestrel, d(–)-norgestrel, 或D-norgestrel，及以開發代號WY-5104 (惠氏) 及SH-90999（先靈）而為人知。

### 商品名稱
此藥物以單獨用藥及與其他藥物聯合，有數目眾多的品牌於市面上銷售。
左炔諾孕酮作為事後避孕藥，在口語上常被稱為"事後避孕丸（morning-after pill）"。

### 銷售
左炔諾孕酮在全球各地廣泛銷售，在幾乎每個國家均可購得。

### 取得
在某些國家，例如美國，含有左炔諾孕酮的緊急避孕藥是非處方藥。在一些大學校園內可從自動販賣機購得Plan B 。
美國於2015年的一項政策更新要求中，所有由印第安人健康服務（Indian Health Services，為美洲原住民提供服務）經營的藥房、診所和急診室，必須備有Plan B One-Step的庫存，並在無處方、年齡驗證、註冊或其他任何要求下，分發給任何索取此藥的女性（或其代表），同時，還需向所有員工提供關於該藥物的使用指南，提供公正且醫學上準確的緊急避孕資訊，並確保在主要工作人員基於宗教或道德原因拒絕提供時，隨時有備用人員可作藥物分發。

## 研究
左炔諾孕酮已與睾酮和二氫睾酮等雄激素結合，作為男性激素避孕藥的研究。雖然已取得一些進展，但目前難以預測可能的上市日期。

## 外部連結
维基共享资源上的相關多媒體資源：左炔诺孕酮